# Widen
Widen é uma comuna da Suíça, no Cantão Argóvia, com cerca de 3.630 habitantes. Estende-se por uma área de 2,62 km², de densidade populacional de 1.385 hab/km². Confina com as seguintes comunas: Bellikon, Bergdietikon, Berikon, Eggenwil, Rudolfstetten-Friedlisberg, Zufikon.
A língua oficial nesta comuna é o Alemão.